# Francisco Javier de Goya y Bayeu
Francisco Javier de Goya y Bayeu   (Madrid, 2 de desembre de 1784 - Madrid, 12 de març de 1854) va ser un rendista i pintor espanyol, conegut per ser l'únic fill del pintor Francisco de Goya que va arribar a la maduresa. Va viure a l'ombra del seu pare i els seus ingressos van procedir de les rendes de l'herència i de la venda de les obres d'art paternes.
Va néixer a Madrid el 2 de desembre de 1784, fill de Francisco de Goya i de Josefa Bayeu, que estaven establerts a la capital, al carrer del Desengaño. Goya va ser batejat a la madrilenya església de Sant Genís. Els seus pares van tenir molts fills, però tots ells van morir durant la infantesa, i Javier va ser l'únic va arribar a l'edat adulta. A causa d'això, va estar molt protegit i des de ben aviat se li va procurar una posició econòmica independent que, tanmateix, van frustrar l'impuls de l'esforç personal i van acomodar-lo a viure del seu pare. Amb tot, Francisco de Goya va esforçar-se en procurar-li una formació artística i va ensenyar-li ell mateix a pintor. No obstant això, malgrat que en la seva joventut es va designar pintor diverses vegades, veient que no podria superar el seu pare, finalment va orientar-se a altres activitats, allunyades de la vida artística. Amb tot, se li atribueixen diversos dibuixos de finals de segle xviii, que formen part de la col·lecció del Museu del Prado.
El seu pare va procurar-li també un matrimoni avantatjós amb una noia de bona família, el 1805 es va casar amb Gumersinda Goicoechea. Un cop casat, es va instal·lar a una casa del carrer de Valverde, que més tard heretaria del seu pare. Quan el 1812 va morir Josefa Bayeu, en el repartiment de béns va rebre les propietats immobiliàries i la col·lecció de quadres de la seva mare per cessió del pare. Francisco Javier va dedicar-se a les inversions i a viure de renda gràcies al llegat econòmic i artístic del seu pare, que es va anar venent amb els anys i que va permetre-li viure com a rendista. Amb tot, va patir sovint estreteses econòmiques a causa del seu poc èxit en inversions borsàries i malgrat tenir molt poca despesa familiar, perquè només va tenir un fill, Mariano de Goya y Goicoechea. Amb el pas dels anys, la situació de prosperitat va anar en declivi i els seus negocis van resultar ineficaços. Aquesta situació es va mantenir fins a la seva mort, el 12 de març de 1854. Tant és així que el seu fill va contractar un administrador judicial per dilucidar l'herència del seu pare i va acceptar el testament a benefici d'inventari.
Al llarg de la seva vida, el seu pare el va retratar diverses vegades. Amb motiu del seu matrimoni amb Goicoechea, entre 1805 i 1806, va fer-ne un retrat de cos sencer, així com una miniatura i un dibuix. Anys més tard, el 1824, el va tornar a retratar en un dibuix.